# Catocala whitneyi
Catocala whitneyi är en fjärilsart som beskrevs av Carroll William Dodge 1874. Catocala whitneyi ingår i släktet Catocala och familjen nattflyn. Inga underarter finns listade i Catalogue of Life.